# الكأس الممتاز الليبي 2006
بطولة الكأس الممتاز الليبي 2006 هي النسخة العاشرة من بطولة الكأس الممتاز الليبي، والنسخة التاسعة من البطولة التي تقام بنظام المباراة الواحدة، وقد فاز فيها نادي الاتحاد بسادس كأسٍ له وهو خامس فوز له على التوالي. أقيمت هذه البطولة بين نادي الاتحاد بطل الدوري الليبي الممتاز [الإنجليزية] والنادي الأهلي طرابلس بطل كأس الفاتح، وقد لُعبت المباراة على ملعب 11 يونيو في يوم 17 يناير 2007 وانتهت بفوز الاتحاد على الأهلي طرابلس بنتيجة 1–0.

## المباراة
| الاتحاد                  | 1–0 | الأهلي طرابلس    |
| ------------------------ | --- | ---------------- |
| يونس الحسين الشيباني 19' |     | منير المبروك 65' |